# Ermita de Nuestra Señora de Viloria (Cigales)
La Ermita de Nuestra Señora de Viloria se encuentra en el pago de Viloria, entre los antiguos arroyos de Cañuelo y Escarafuelles, en el municipio de Cigales, a 1,2 km de su casco urbano siguiendo un camino que antiguamente se llamaba Camino de los Mártires porque era el que seguían los monjes de la orden de San Basilio cuyo convento se llamaba así. Llegaban desde Valladolid para cuidar de las viñas que tenían por estos pagos. Está dedicada a la Virgen de Viloria.
En 1932 se ubicó a su costado el cementerio del pueblo.

## Historia

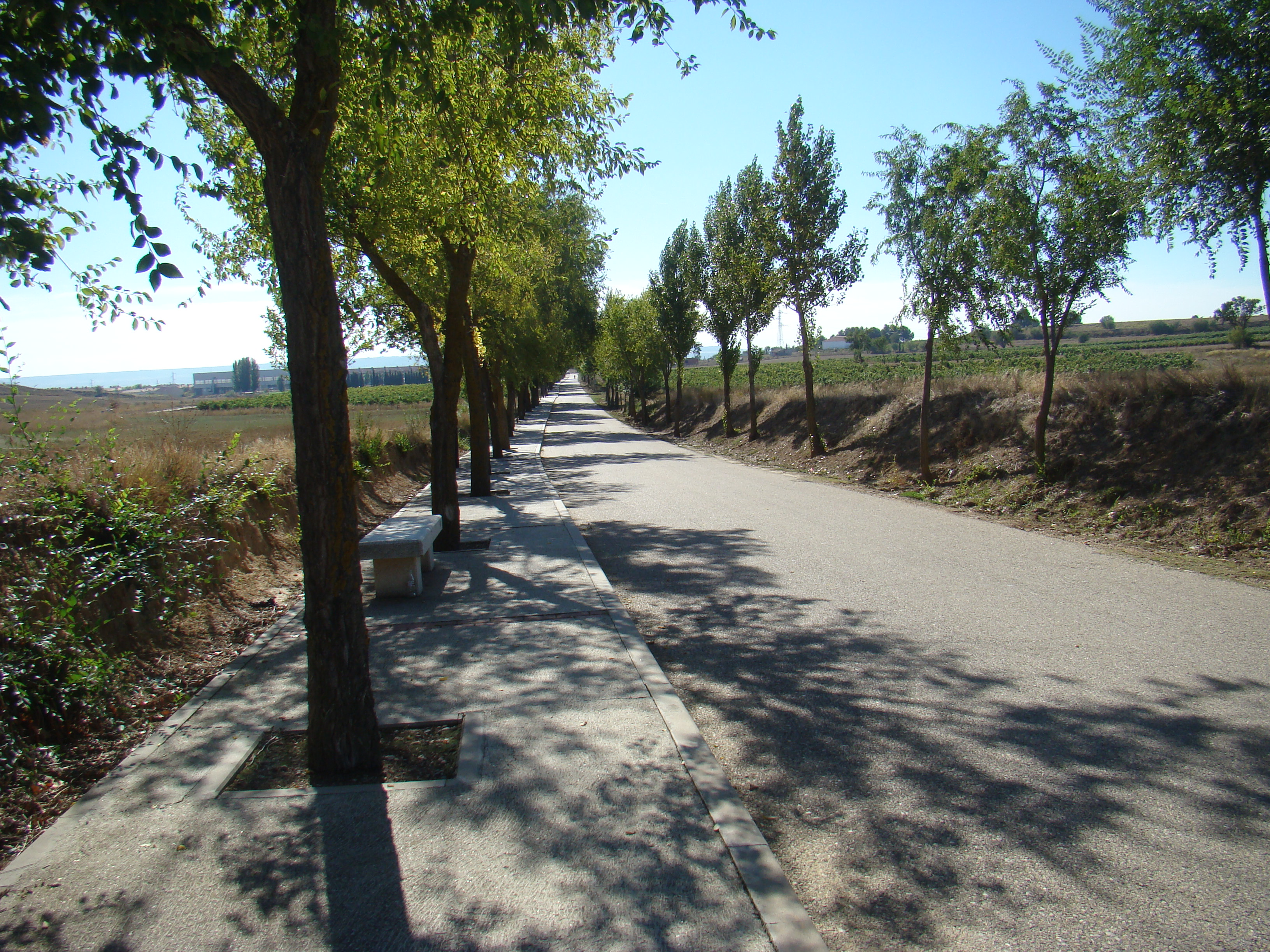
Camino de los Mártires entre Cigales y la ermita

En 1385 el señor de Cigales, Juan Niño, otorgó testamento en el que incluía la voluntad de donar diez doblas de oro para la construcción de la iglesia de Santa María de Viloria. En sucesivos testamentos de años posteriores y a lo largo del siglo XVI se fueron otorgando mandas para sostener esta ermita. El interés por el templo debía ser elemental pues incluso hay documentos desde finales del XVI en que se menciona el oficio de ermitaño, cuyo nombramiento y remuneración estaban a cargo del cabildo de la parroquia de Cigales, que además era el patrono.
La existencia de la ermita se relaciona con las narraciones de milagros, prodigios y apariciones a un pastor. Por eso la primera cofradía que se fundó en 1623 estaba formada por pastores que debían cumplir una serie de requisitos: dedicarse al pastoreo, haber cumplido los 14 años, entregar a la cofradía en el momento de su registro como cofrade una res y una vela de media libra y comprometerse a acudir a todos los entierros. El capítulo 8 de la Regla de la Cofradía disponía que podían formar parte las mujeres piadosas aunque no estuvieran casadas con pastores, pero sin ser nunca miembros de pleno derecho. En 1957 se fundó otra cofradía para mujeres independientes.

## Arquitectura

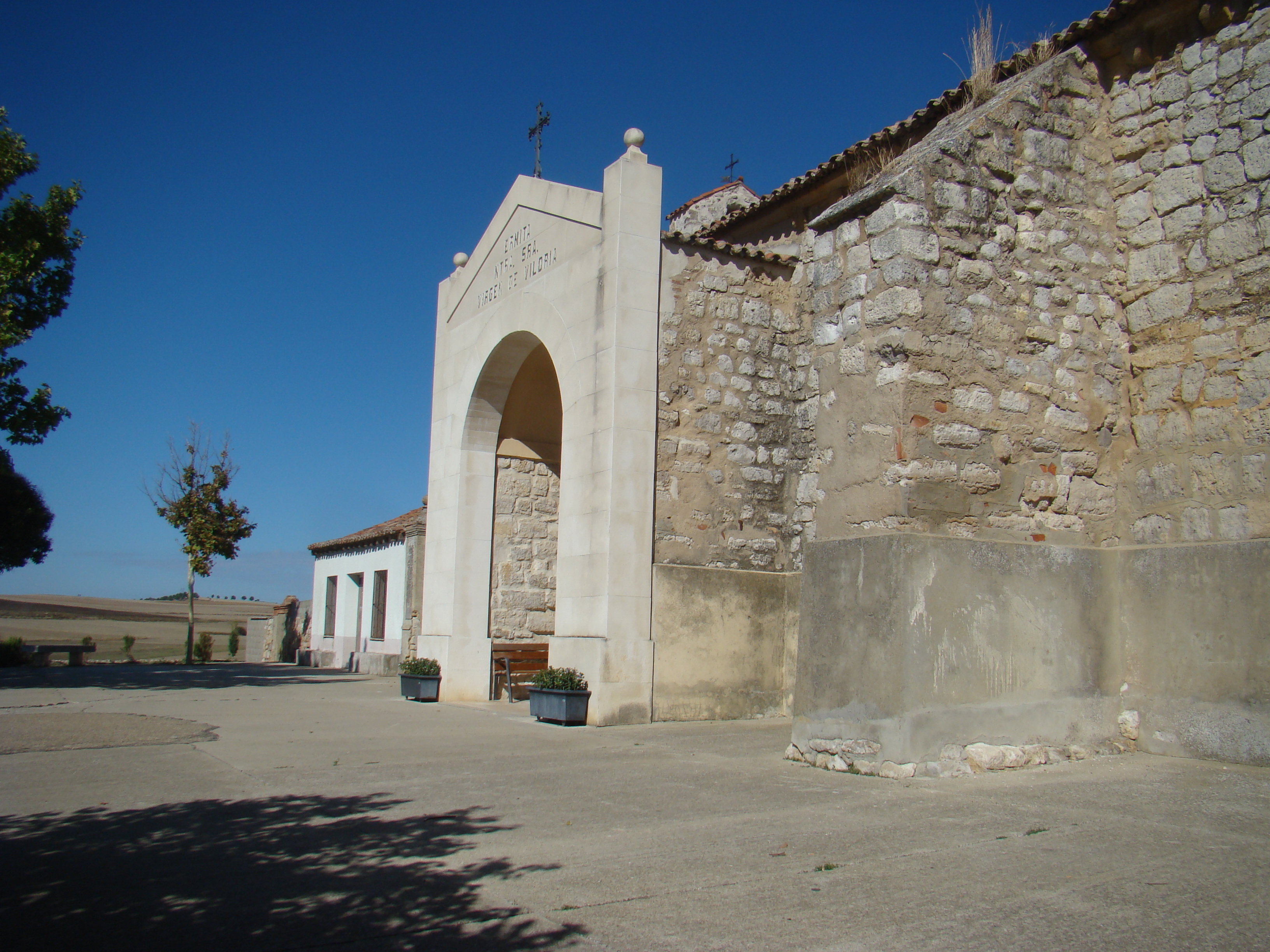
Pórtico moderno; muros de mampostería

Está construida en mampostería a lo largo de los siglos XVI (cabecera) y XVII (cuerpo de la iglesia). Consta de una sola nave con bóveda de cañón y adornos de yeserías, y presbiterio que cobija la capilla mayor; ésta se cubre con bóveda de crucería estrellada. Se tiene noticia de que en el año 1702 el maestro de obras Tomás Gómez —que también trabajó en la iglesia de Cigales en 1713— realizó unas obras de mantenimiento en esta ermita. La puerta de entrada es de arco de medio punto y se sitúa en el lado sur. A los pies se eleva una espadaña con un hueco para campana. Sus muros se apoyan en gruesos contrafuertes.
Interior
El presbiterio muestra un retablo del siglo XVII que procede de un convento dominico —puede verse el escudo de la Orden—. En el centro hay una escultura de vestir representando a la Virgen de Viloria. Fuera del retablo hay otras dos esculturas de buena factura. En el lado del Evangelio hay otro retablo procedente del mismo monasterio con esculturas de santos dominicos y otra del Niño Jesús, todas del siglo XVII. A los pies de la nave hay un balcón o tribuna hecho de hierro forjado del siglo XVII. Entre los objetos litúrgicos se conserva una bandeja petitoria del siglo XVI de plata repujada que tiene en el fondo una inscripción y la figura de la Virgen con el Niño. Se considera una joya.